# Brian Christopher
Pour les articles homonymes, voir Lawler.
Brian Christopher Lawler (né le 10 janvier 1972 à Memphis et mort le 29 juillet 2018 à Bolivar), aussi connu sous le nom de ring de Grand Master Sexay est un catcheur (lutteur professionnel) américain.
Il est le fils du catcheur Jerry « The King » Lawler et commence sa carrière à la United States Wrestling Association, la fédération de son père à Memphis.
Il rejoint la World Wrestling Federation (WWF) en 1997 et lutte alors dans la catégorie des poids mi-lourds. Il fait ensuite équipe avec Scotty 2 Hotty avec qui il forme l'équipe Too Cool et remportent ensemble le championnat du monde par équipes de la WWF. Il se fait renvoyer de la WWF en 2001 après avoir été arrêté à la frontière canadienne avec de la drogue.
Il lutte ensuite à la World Wrestling All-Stars puis la Total Nonstop Action Wrestling en 2002 et 2003 avant de faire un deuxième bref passage à la World Wrestling Entertainment en 2004. Il se fait à nouveau renvoyer pour des retards répétés.
Il travaille ensuite dans diverses fédérations aux États-Unis et participe fin 2009 à la tournée Hulkamania: Let The Battle Begin en Australie.
Fin juillet 2018, il se fait arrêter par la police pour conduite en état d'ivresse et tente de se pendre dans sa cellule. Il est transporté à un hôpital où les médecins le déclare en mort cérébrale.

## Carrière de catcheur

### United States Wrestling Association(1988–1997)
Contrairement aux autres catcheurs de sa génération qui vont dans une école de catch ou s'entraînent auprès d'un catcheur aguerri, Lawler apprend en regardant son père et d'autres catcheurs lutter. 
Lawler commence sa carrière à la United States Wrestling Association (USWA), une fédération de catch basée à Memphis qui appartient pour moitié à son père Jerry « The King » Lawler. Il se fait appeler Nebula et porte alors un masque et a Quazar comme équipier. Ils se font démasquer et Lawler lutte alors sous le nom de Brian Christopher. Il a plusieurs rivalités notables notamment avec Jeff Jarrett, Bill Dundee, Tom Prichard, The Moondogs (en) (Moondog Rex et Moondog Spot (en)) ainsi que son propre père.
Il fait aussi souvent équipe avec Tony Williams.

### World Wrestling Federation (1997–2001)

#### Début dans la catégorie des poids mi-lourd

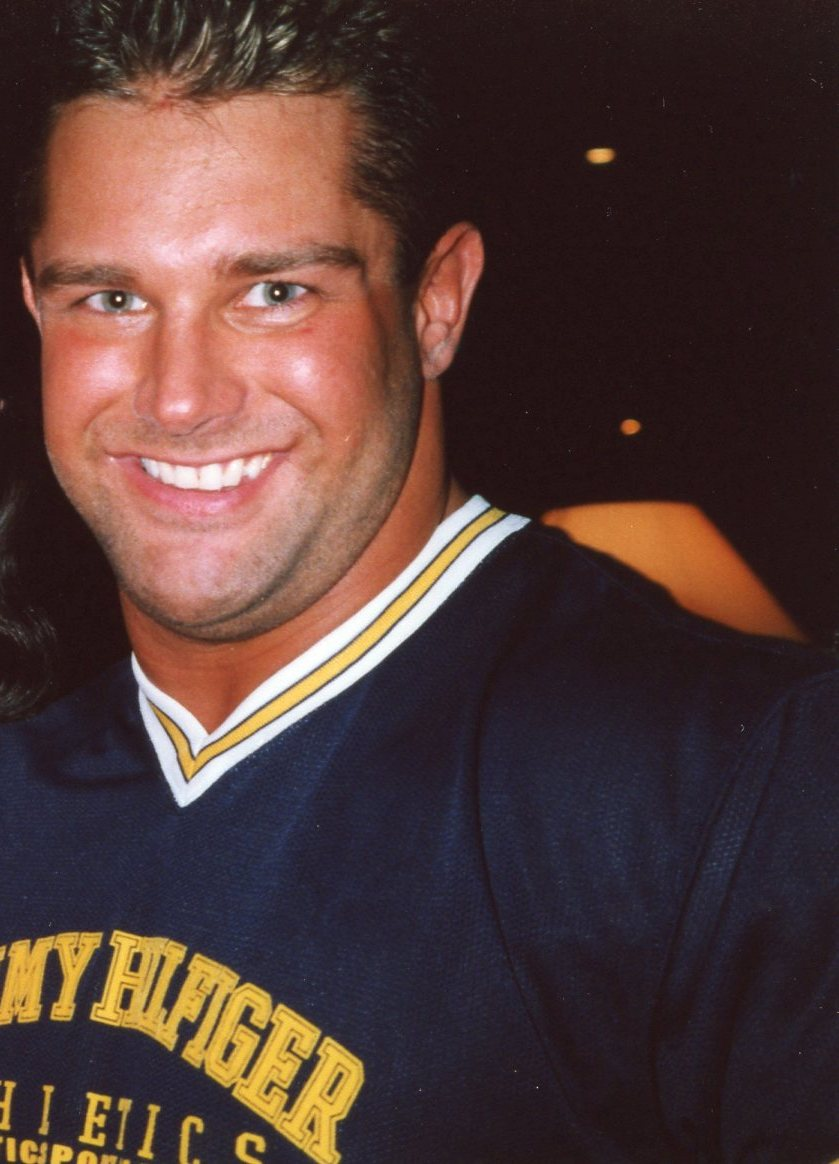
Brian Christopher en 2000.

En 1997, la World Wrestling Federation (WWF) engage Lawler qui intègre la toute nouvelle division des poids mi-lourd. Le 16 juin au cours de RAW is WAR, il perd son premier combat télévisé dans cette fédération face à Chris Candido après l'intervention de Jerry Lawler. En novembre, la WWF récupère le championnat des poids mi-lourds et organise un tournoi pour désigner le nouveau champion. Brian Christopher est un des participants de ce tournoi et élimine Flash Flanagan le 24 novembre. Il doit affronter Scott Taylor en demi-finale la semaine suivante mais ce combat n'a pas lieu car Kane attaque Taylor avant le combat.Le 7 décembre durant In Your House 19 : D-Generation X, il ne parvient pas à vaincre Taka Michinoku en finale.

#### Too Cool(1998-2001)
En 1998, Christopher commence à faire équipe avec Scott Taylor. Le 29 mars au cours de WrestleMania XIV ils participent à une bataille royale par équipes remporté par Legion of Doom.Le duo apparaît rarement à RAW is WAR, l'émission télévisé principale de la WWF, et lutte lors des enregistrements de Shotgun Saturday Night et de Sunday Night Heat. Ils commencent à se faire appeler Too Much et battent Al Snow et Head dans un match arbitré par Jerry Lawler le 28 juin au cours de King of the Ring. Le 27 septembre durant  in Your House 24: Breakdown, ils perdent face à Snow et Scorpio.
En juin 1999, Brian Christopher se déchire les ligaments croisés du genou et se retrouve absent jusqu'en octobre. À son retour, il adopte le nom de ring de Grand Master Sexay, Scott Taylor se fait appeler Scotty 2 Hotty et leur équipe devient Too Cool. Ils adoptent le gimmick de danseurs de hip-hop. Le 14 novembre durant les Survivor Series, ils s'allient avec The Holly Cousins (en) (Crash et Hardcore Holly) et affrontent Edge et Christian et les Hardy Boyz dans un match à élimination. Grand Master Sexay élimine Jeff Hardy avant d'être sorti par Christian ; l'équipe Hollys-Too Cool sort vainqueur de ce combat. Le 6 décembre, Rikishi décide de rejoindre Too Cool.
En février 2000, Too Cool sont les rivaux de The Radicalz qu'ils battent dans un match par équipes de trois le 27 février à No Way Out (en). Après cela, ils deviennent les rivaux d'Edge et Christian. Ils parviennent à les vaincre dans un match pour le championnat du monde par équipes de la WWF le 29 mai grâce à l'intervention du rappeur Joe C. en fin de match qui donne un coup de crosse de hockey dans l'entrejambe de Christian. Le 15 juin, Edge se qualifie pour le premier tour du tournoi King of the Ring aux dépens de Grand Master Sexay grâce à l'intervention de Shane McMahon en fin de match. Leur règne de champion du monde par équipe de Too Cool s'arrête le 25 juin après avoir été les derniers éliminés dans un match par équipes à élimination auquel participent aussi The Hardy Boyz ainsi que Test et Albert. Le lendemain, ils participent à une bataille royale pour désigner les challengers pour le championnat du monde par équipes remporté par The APA.

### World Wrestling All-Stars (2002)
Le 24 février 2002, à Las Vegas, Lawler lutte pour avoir le Heavyweight Champion mais perd plusieurs fois face à Jeff Jarett. En avril 2002, Lawler a lutté dans un fatal-four way match pour le Championnat World Heavyweight mais perd le match. Lors des shows de la World Wrestling All-Stars il fait plusieurs matchs face à Nathan Jones, Scott Steiner et Jeff Jarrett puis il quitte la fédération.

### Total Nonstop Action Wrestling (2002-2004)
Il fait ses débuts à la TNA en formant Next Generation avec David Flair et Erik Watts;  ils sont une rivalité avec Dustin Rhodes et Dusty Rhodes ; il les bat lors d'un show de la TNA et il gagne leur revanche, puis ils sont en rivalité avec Dusty Rhodes qui menace de les virer. Puis l'équipe se sépare et Brian Lawler a un combat avec Scott Hall ; Brian perd tous ces matchs, puis il est viré de la TNA.

### Retour à la WWE  2004
Jim Ross lui fait signer un contrat d'entraineur et de catcheur occasionnel. Lors d'un Raw, il perd face à Kane. Lors d'un autre show il perd face à Christian. Il fait plusieurs Dark Match et participe à la Battle Royal de SmackDown pour déterminer le prochain challengeur du World Heavyweight Champion remporté par Randy Orton. Il se fait éliminer par Maven. Puis son contrat a expiré.

### Retour au circuit indépendant 2004-2018)
Il fait plusieurs matchs à la  Memphis Wrestling et UWF Live. Alors que dans UWF Live, il se  réunis avec Scott Garland. Puis il Reprend son ancien nom  Grandmaster Sexy avec Scotty 2 Hotty.

### Hulkmania Tour (2009)
Il participé au Hulkmania Tour, tournée d'Hulk Hogan aux côtés de Ric Flair, Jimmy Hart, Mr.Kennedy et plusieurs anciens catcheurs de la WWE. Il faisait équipe avec Junior Fatu (Rikishi) sous le nom de Brian Christopher battent Rock Of Love. et le 2e Show, il perd avec Junior Fatu face à Vampire Warrior et Black Pearl. Puis la tournée prend fin et la majorité des lutteurs devait signer un contrat avec la TNAv. Brian Lawler Refuse.

### 2011
Il apparait lors du RAW du 14 mars 2011 pour culpabiliser son père, Jerry Lawler, de ne l'avoir jamais soutenu lors de ces matchs. Mais il se blessa lorsqu'il réalisait sa danse pendant son entrée.

## Vie privée
Lawler a un frère Kevin. Il épouse une femme du nom de Davah en 1996 avec qui il a deux enfants. Ils divorcent en 2008.

## Palmarès
- Hoosier Pro Wrestling (HPW)
  - 1 fois champion par équipes de la HPW avec Doug Gilbert

- Memphis Superstars of Wrestling (MSW)
  - 1 fois champion poids lourd junior de la MSW

- Memphis Wrestling
  - 1 fois champion Télévision de la Memphis Wrestling

- NWA New South
  - 1 fois champion poids lourd de la NWA New South

- Powerhouse Championship Wrestling (PCW)
  - 1 fois champion des poids mi-lourd de la PCW

- Power Pro Wrestling (PPW)
  - 1 fois champion Télévision de la PPW[23]

- Ultimate Christian Wrestling  (UCW)
  - 1 fois champion par équipes de l'UCW avec Billy Jack

- United States Wrestling Association (USWA)
  - 17 fois champion poids lourd de l'USWA[24]
  - 7 fois champion poids lourd du Sud de l'USWA[24]
  - 6 fois champion par équipes de l'USWA avec Big Black Dog (1), Scotty Anthony (1), Jeff Jarrett (2), Eddie Gilbert (en) (1), et Wolfie D (1)[25]

- World Wrestling Federation (WWF)
  - 1 fois champion du monde par équipes de la WWF avec Scotty 2 Hotty[26]

## Récompenses des magazines
- Pro Wrestling Illustrated
  - 4e catcheur ayant le plus progressé de l'année 1992[27]

| Année | 1991 | 1992 | 1993 | 1994        | 1995 | 1996 | 1997 | 1998 | 1999 | 2000 |
| ----- | ---- | ---- | ---- | ----------- | ---- | ---- | ---- | ---- | ---- | ---- |
| Rang  | 409  | 47   | 41   | 30          | 58   | 64   | 59   | 86   | 154  | 79   |
| Année | 2001 | 2002 | 2003 | 2004 à 2005 | 2006 |      |      |      |      |      |
| Rang  | 86   | 105  | 81   | Non classé  | 492  |      |      |      |      |      |